# ライカ (アニメーション)
ライカ（Laika, LLC.）はアメリカ合衆国のアニメーション制作会社。ストップモーション・アニメーションの映画やコマーシャルを制作するスタジオとして知られている。

## 沿革

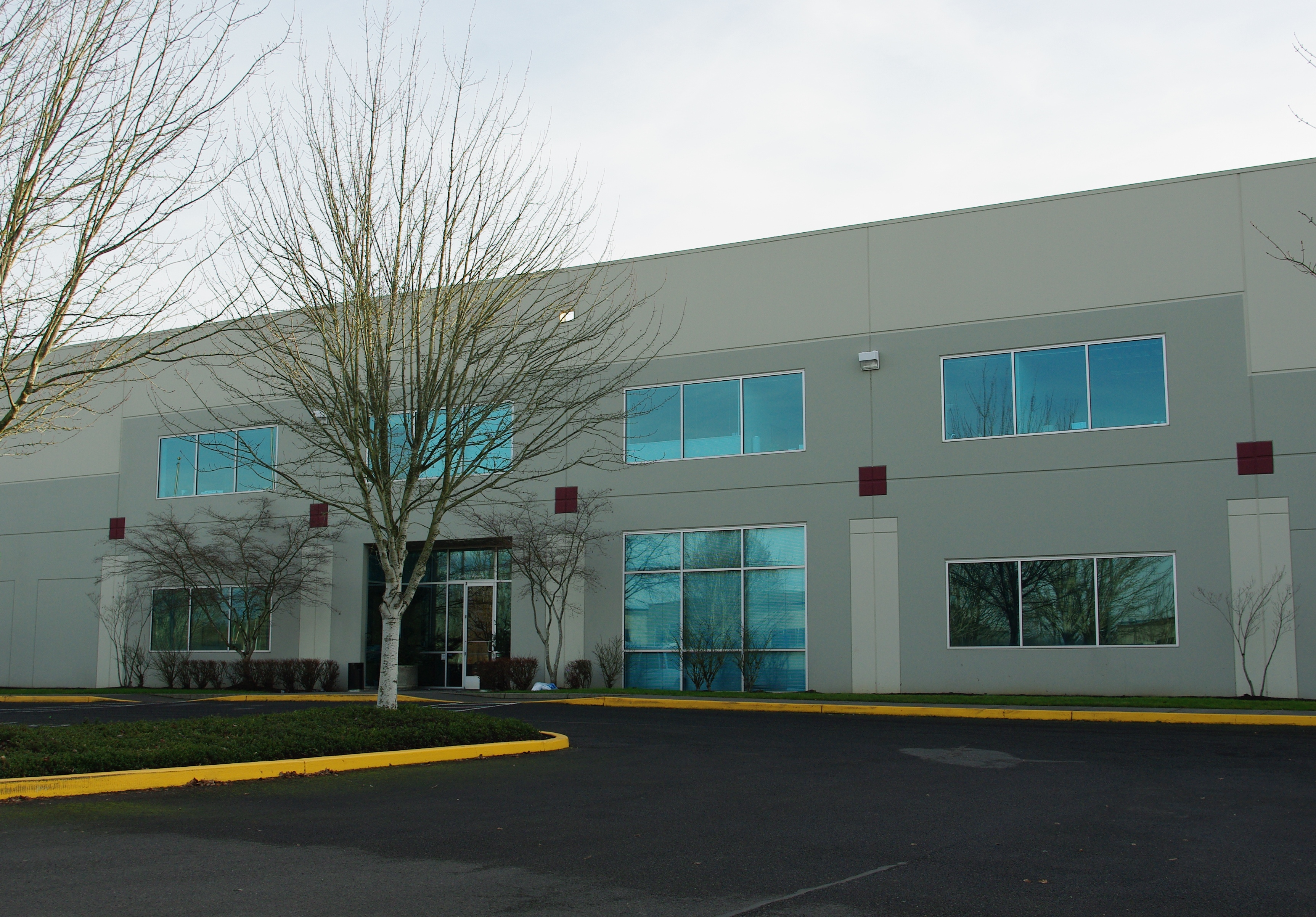
オレゴン州ヒルズボロのライカ本社

1990年代後半、Will Vinton Studiosはストップモーションアニメーションの映画やCMで知られ、より多くの長編映画の資金を求め、外部の投資家を招致しました。その中にはNike, Inc.のオーナーフィル・ナイトが含まれており、彼の息子トラヴィス・ナイトはスタジオでアニメーターとして働いていました。1998年、ナイトは最初の投資を行いました。 2002年、フィル・ナイトは資金難に陥っていたウィル・ビントン・スタジオを買収し、長編制作を追求しました。 翌年、ヘンリー・セリックが映画ナイトメアー・ビフォア・クリスマスの監督としてスタジオに参加しました。2005年7月、ウィル・ビントン・スタジオはライカと改名され、1957年にソビエト連邦によって宇宙に送られた犬にちなんで名付けられました。
スタジオは二つの部門、長編映画用のライカエンターテインメントと広告や音楽ビデオなどの商業用のライカ/ハウスを設立しました。彼らはまた、ストップモーション映画コララインとボタンの魔女 3DとCGIアニメーション映画ジャック＆ベンのアニメーション・アドベンチャーという最初のプロジェクトを発表しました。
2005年、ポートランドでストップモーション・アニメーションを制作していたウィル・ヴィントン・スタジオ（Will Vinton Studios）の流れを汲む形で、ナイキ創業者であるフィル・ナイトによりライカが設立される。同年、『ティム・バートンのコープスブライド』の制作に携わって名を上げる。
2007年、ライカの第1弾長編映画となる『コララインとボタンの魔女 3D』を公開する。アニー賞で作品賞を含む8部門にノミネートされ、ゴールデングローブ賞アニメ映画賞にもノミネートされた。スタジオは2008年に、二番目の計画された長編映画ジャック＆ベンのアニメーション・アドベンチャーがキャンセルされた際に、多くのスタッフを解雇しました。 翌年、スタジオはセリックが監督した最初の長編映画コララインを公開しました。この映画はアカデミー賞の長編アニメ映画部門にノミネートされ、BAFTAの長編アニメ映画部門、ゴールデングローブ賞の長編アニメ映画部門、アニー賞において8回ノミネートされ、アニメ映画における最優秀音楽部門、キャラクターデザイン部門、プロダクションデザイン部門で3つの賞を受賞しました。
ムーンガールとコララインを監督した後、契約の再交渉が成功しなかったため、セリックは2009年にライカを離れました。 年末には、スタジオはストップモーションに専念するため、コンピューターアニメーション部門でさらに多くのスタッフを解雇しました。
2012年、2作目の長編映画『パラノーマン ブライス・ホローの謎』を公開する。ストップモーション映画で初めてキャラクターの顔を3Dカラープリンターで作成した作品となった。映画は第85回アカデミー賞長編アニメ部門にノミネート、アニー賞では8部門にノミネートされた。
2014年、3作目の長編映画『ボックストロール』を公開する。アラン・スノウのファンタジー小説「Here Be Monsters!」が元になっており、アンソニー・スタキとグラハム・アナブルが監督した。第87回アカデミー賞長編アニメ賞とゴールデングローブ賞アニメ映画賞にノミネートされ、アニー賞では9部門にノミネートされ声優賞と美術賞を受賞した。日本では長らく未公開となっていたが、2018年3月、次作『KUBO/クボ』のソフト化に合わせて2018年6月2日にDVD・BDが発売されることが発表された。
2016年、4作目の長編映画『KUBO/クボ 二本の弦の秘密』を公開。第89回アカデミー賞長編アニメ賞と視覚効果賞にノミネートされた（アニメ作品が視覚効果賞候補になったのは『ナイトメアー・ビフォア・クリスマス』以来二度目）。英国アカデミー賞アニメ映画賞受賞の他、ゴールデングローブ賞アニメ映画賞にノミネート、アニー賞では10部門にノミネートされキャラクター・アニメーション賞と美術賞、編集賞を受賞した。
Apple Inc.、Fox Sports、ESPN、Coca-ColaなどのクライアントのためにストップモーションCMに取り組んだ後、 ライカは2014年7月に広告部門をスピンオフし、長編映画の制作に専念しました。新しい独立した商業部門は現在「ハウススペシャル」と呼ばれています。
ライカはフィリップ・リーヴのファンタジー小説ゴブリンを潜在的な長編映画として考慮していました。
2015年3月、同社はスタジオを拡大し、年間1本の映画を制作できるようにする計画を発表しました。
彼らの五番目の映画ミッシング・リンク 英国紳士と秘密の相棒は、クリス・バトラーが監督し、2019年4月12日に公開されました。 この映画はアカデミー賞の長編アニメ映画部門にノミネートされ、アニー賞では8回ノミネートされました。 また、ゴールデングローブ賞の最優秀アニメ映画部門でも受賞しました。
2021年2月8日、ライカはシャウト!ファクトリーとアメリカ合衆国向けの配信契約を結び、スタジオの最初の4本の映画をカバーしました。 その年の9月には、スタジオが現在6番目のストップモーションアニメ映画ワイルドウッドの制作に取り組んでいることも確認されました。 この映画はコリン・メロイの小説に基づいており、トラヴィス・ナイトが監督する予定で、2025年に公開される予定です。
2022年4月27日、新しいライカのストップモーション映画ザ・ナイト・ガーデナーが、オザークのクリエイタービル・デュビュークのオリジナルストーリーに基づいて制作中であることが発表されました。トラヴィス・ナイトが監督する予定です。
2022年10月21日、元スタジオディレクターのセリックは、別のニール・ゲイマンの小説レーンの終わりにある海の映画化のためにライカに戻ることを検討していると公然と認めました。彼はコララインの公開後にこの映画化をスタジオに提案しており、ゲイマンが権利を一時的に取り戻したものの、再度チャンスを求めており、ゲイマンとライカの間での映画の今後の展開は最新の映画ウェンデルとワイルド（2022）の成功に依存すると述べました。
2024年5月、Laika: Frame x Frameという展示が発表され、「スタジオの壮大な映画の芸術、科学、革新的な魔法」を紹介する予定で、2024年8月から10月にかけてロンドンのBFIサウスバンクで開催されることが決まりました。 2024年6月には、ライカがスザンナ・クラークの小説ピラネシのアニメ映画化権を取得したことが発表され、トラヴィス・ナイトが監督する予定です。

## 製作作品

### 長編映画
| # | 題名                                                 | 米公開日      | 日本公開日                    | 製作費       | 興行収入     | RT  | MC  |
| - | ---------------------------------------------------- | ------------- | ----------------------------- | ------------ | ------------ | --- | --- |
| 1 | コララインとボタンの魔女 3D Coraline                 | 2009年2月6日  | 2010年2月19日                 | $60,000,000  | $124,596,398 | 90% | 80% |
| 2 | パラノーマン ブライス・ホローの謎 ParaNorman         | 2012年8月17日 | 2013年3月29日                 | $60,000,000  | $107,139,399 | 87% | 72% |
| 3 | ボックストロール The Boxtrolls                       | 2014年9月26日 | 2018年6月2日 （ビデオスルー） | $60,000,000  | $109,285,033 | 75% | 61% |
| 4 | KUBO/クボ 二本の弦の秘密 Kubo and the Two Strings    | 2016年8月19日 | 2017年11月18日                | $60,000,000  | $77,548,122  | 97% | 84% |
| 5 | ミッシング・リンク 英国紳士と秘密の相棒 Missing Link | 2019年4月12日 | 2020年11月13日                | $100,000,000 | $26,249,469  | 89% | 68% |

#### 今後の映画
| 発売日 | 題名               |
| ------ | ------------------ |
| 2026年 | Wildwood           |
| TBA    | The Night Gardener |
| TBA    | Piranesi           |
| TBA    | 無題の映画         |

さらに、成人向けアニメーションアンソロジーシリーズ Love, Death & Robots のエピソードを共同で監督したことで知られるヴィクトル・マルドナードとアルフレード・トーレス、Gorillaz の多くのミュージックビデオを監督したことで知られるピーター・キャンデランド、 そして Kipo and the Age of Wonderbeasts といくつかの DCアニメーションユニバース 映画の監督であるクリスとジャスティン・コープランド兄弟が、スタジオのアニメーション映画に取り組んでいます。

### 短編映画
| 発売日         | 題名                                           |
| -------------- | ---------------------------------------------- |
|                | The Legend Of Cranky Verne                     |
| 2004年8月      | Joe Blow                                       |
| 2004年         | Dia de los Muertos                             |
|                | A Dream For Hokusai                            |
| 2005年12月12日 | They Might Be Giants - Bastard Wants To Hit Me |
| 2005年8月12日  | ムーンガール - Moongirl                        |
| 2009年         | The Mouse that Soared                          |
| 2025年10月25日 | ParaNorman: The Thrifting!                     |

### その他
| 発売日 | 発売日  | 題名                                                                     | 予算        | 興行収入       | Rotten Tomatoes       | Metacritic          | ノート                                                                    |
| ------ | ------- | ------------------------------------------------------------------------ | ----------- | -------------- | --------------------- | ------------------- | ------------------------------------------------------------------------- |
| 2005年 | 9月23日 | ティム・バートンのコープスブライド Corpse Bride                          | 4000万ドル  | 1億1,720万ドル | 84% (レビュー 195 件) | 83 (レビュー 35 件) | 制作, 監督 Mike Johnson とティム バートン                                 |
| 2007年 | 8月13日 | en:Slacker Cats                                                          | N/A         | N/A            | N/A                   | N/A                 | テレビアニメシリーズ。最終エピソードは 2009 年 1 月 23 日に放送されました |
| 2007年 | 9月14日 | カリフォルニア・トレジャー King of California                            | 1000万ドル  | 103万ドル      | 63% (レビュー 67 件)  | 63 (レビュー 22 件) | 一部制作                                                                  |
| 2011年 | 11月4日 | ハロルド＆クマー クリスマスは大騒ぎ!? A Very Harold & Kumar 3D Christmas | 1,900万ドル | 3,620万ドル    | 68% (レビュー 131 件) | 61 (レビュー 29 件) | ストップモーション制作                                                    |

### ビデオゲーム
| 発売日 | 題名                           | プラットフォーム   | 開発者            | 出版社            |
| ------ | ------------------------------ | ------------------ | ----------------- | ----------------- |
| 2009   | Coraline                       | PlayStation 2, Wii | Papaya Studio     | D3 Publisher      |
| 2009   | Coraline                       | Nintendo DS        | Art Co., Ltd      | D3 Publisher      |
| 2014   | The Boxtrolls: Slide 'N' Sneak | IOS, Android       | RED Games Co, LLC | RED Games Co, LLC |

### キャンセルされた映画
| 題名                                           | 説明 |
| ---------------------------------------------- | --- |
| Jack & Ben's Animated Adventure                | Laika Entertainment がオープンしたとき、彼らは最初のプロジェクトであるストップモーション映画 コララインとボタンの魔女 3D と CGI アニメーション映画 Jack & Ben's Animated Adventure を発表しました。 同スタジオは2008年にスタッフのかなりの部分を解雇したが、その際、予定されていた2本目の長編は中止となった。 ライカがストップモーションアニメーション映画のみに焦点を当てたかったため、この作品は「The Mouse that Soared」という短編映画に変更されました。 |
| The Ocean at the End of the Lane               | en:Moongirlと「コラライン」を監督した後、en:Henry Selick は次の映画のために 50 ページの脚本を書きました。この脚本は、 en:Neil Gaiman 小説 en:The Ocean at the End of the Lane, しかし、セリックはライカとの契約再交渉に失敗し、その結果、映画から降板しました。 |
| The Wall And The Wing                          | もう 1 つの CGI 映画は「The Wall And The Wing」で、この映画に関する最も古い言及は 2005 年に遡り、ローラ ルビーの同名の小説が出版される前のことです。ヘンリー・セリックがこの映画を監督する予定だった。 |
| Goblins                                        | ライカ エンターテインメントは、フィリップ リーブの小説『ゴブリン』をアニメ化することに興味を持っていましたが、最初の発表以来、このプロジェクトについては何も浮かびませんでした。 |
| Little White Lie                               | ヤン・ピンカヴァは「リトル・ホワイト・ライ」というオリジナル映画を監督する予定だった。 |
| パラノーマン ブライス・ホローの謎 続編シリーズ | CGI による ParaNorman の続編シリーズの計画がありました。 |

## LAIKA Live Action
同社はロサンゼルスにLAIKA Live Actionという子会社を持っています。
| Title                                  | Director(s)                          | Writer(s)                            | Producer(s)                                                                            | Distributor/co-production with | Notes |
| -------------------------------------- | ------------------------------------ | ------------------------------------ | -------------------------------------------------------------------------------------- | ------------------------------ | ----- |
| Seventeen                              | 未公表                               | 未公表                               | 未公表                                                                                 | N/A                            |       |
| Crumble                                | ブライアン・ダフィールド             | ブライアン・ダフィールド             | フィル・ロードとクリストファー・ミラー、アディティア・スード、ブライアン・ダフィールド | ミラー卿                       |       |
| タイトル未定のジョン・スペイツ監督作品 | ジョン・スペイツ                     | ジョン・スペイツ                     | 未公表                                                                                 | N/A                            |       |
| Atmosphere                             | アンナ・ボーデンとライアン・フレック | アンナ・ボーデンとライアン・フレック | 未公表                                                                                 | N/A                            |       |